# 蔡昌年
蔡昌年（1905年—1991年5月），字奎生，男，浙江德清人，中国电力系统专家，中国科学院院士，中国大电网调度管理体制的主要奠基人之一。

## 生平
蔡昌年1918年考入江苏省立第一工业学校。1920年起就读于浙江省公立工业专门学校电机工程系，1924年毕业。此后任职于郑州豫丰纱厂发电所、南洋烟草公司电气部。1929年进入国民政府建设委员会电气处。抗日战争期间出任岷江电厂工务长。1945年赴美国进修。1947年返回，出任冀北电力公司北平分公司工程副经理。
中华人民共和国成立后，任职于东北电管局，历任调度处副处长、处长兼总工程师，东北技改局总工程师，东北电管局副总工程师等职。文革期間即使挨了批鬥，晚上也都偷偷念書。1980年起任电力科学研究院研究生部副主任。同年当选中国科学院技术科学部学部委员（院士）。1991年逝世。